# هاري باين ويتني
هاري باين ويتني (بالإنجليزية: Harry Payne Whitney)‏ هو محامي أمريكي، ولد في 29 أبريل 1872 في نيويورك في الولايات المتحدة، وتوفي في 26 أكتوبر 1930 في بورتلاند في الولايات المتحدة.